# Friedrich Goldscheider

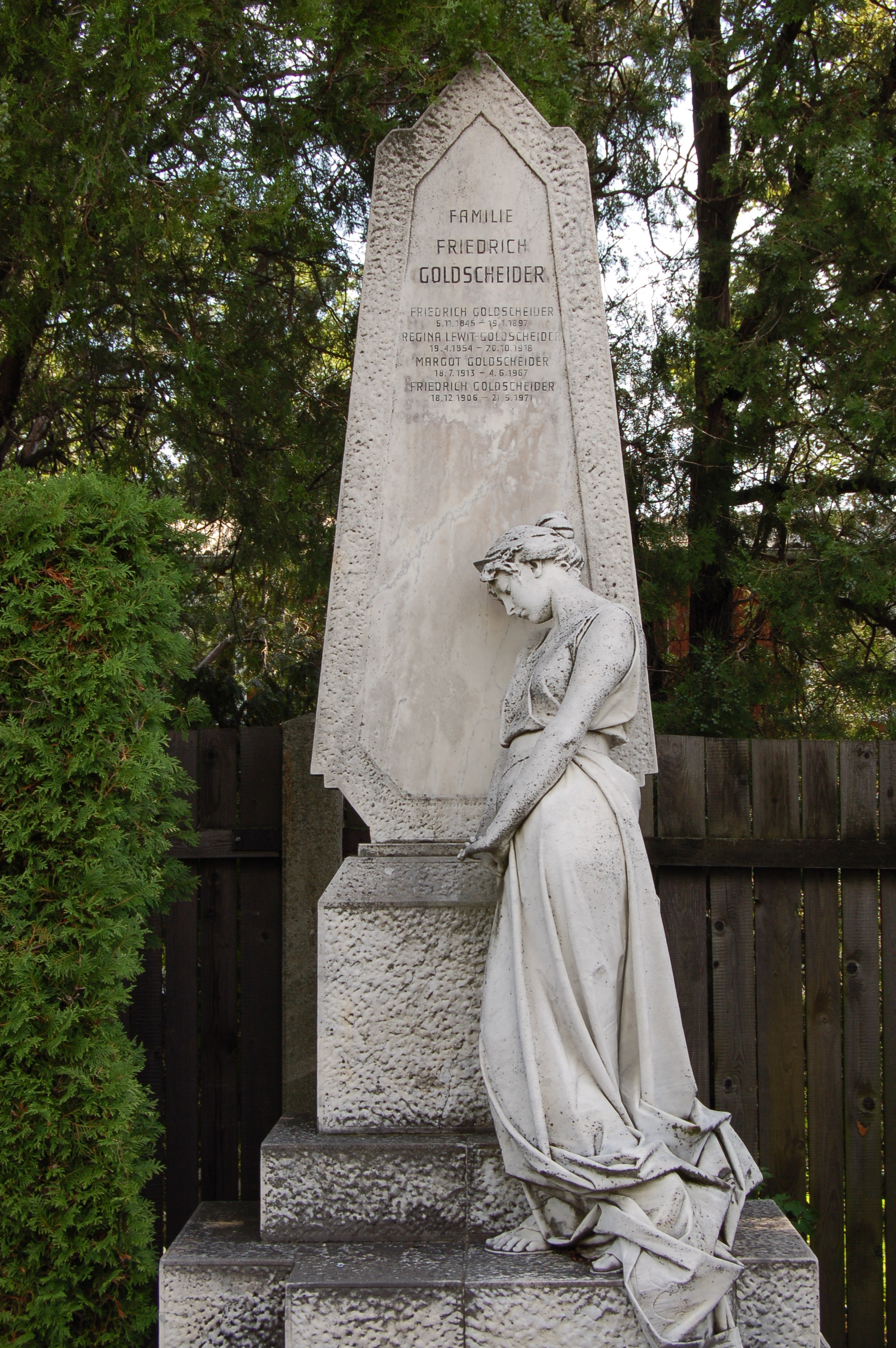
Grab von Friedrich Goldscheider am Döblinger Friedhof

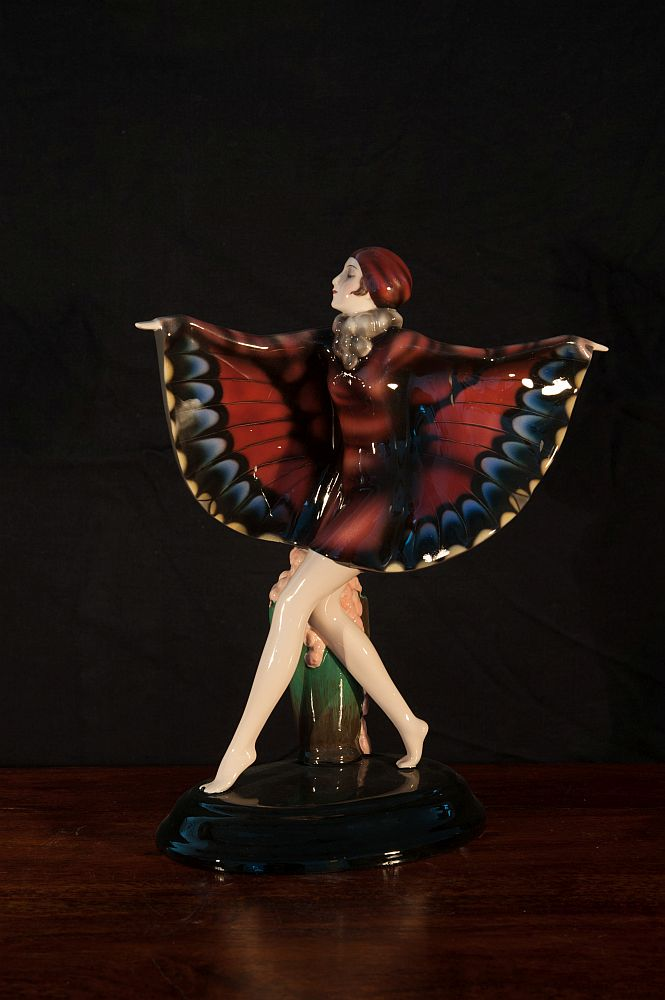
Der Gefangene Vogel nach Josef Lorenzl, von der Manufaktur Goldscheider, 1922

Friedrich Goldscheider (* 6. November 1845 in Slabetz in Böhmen; † 19. Januar 1897 in Nizza) war ein österreichischer Unternehmer, Terrakotta- und Bronzefabrikant.

## Manufaktur Friedrich Goldscheider
Figuren der Wiener Manufaktur Friedrich Goldscheider waren Ende des 19. Jahrhunderts und vor allem in den 1920er Jahren international begehrt und trafen den Geschmack eines breiten Publikums. Goldscheider gehört zu den erfolgreichsten Unternehmen der europäischen Keramikgeschichte.
Von Beginn an setzte die „Porzellan-Manufactur und Majolica-Fabrik“ auf seriell produzierte, hochwertige Ware, die von jungen Künstlern entworfen wurde. Eine Produktpalette – mit Figuren, Büsten, Tieren, Masken, Gefäße, Lampen – kam den unterschiedlichen Kundenwünschen entgegen, insgesamt gingen in 70 Jahren über 10.000 Modelle aus Fayence und Terrakotta sowie Bronze und Alabaster in Produktion. Figuren und Gefäße auf höchstem künstlerischen und technischen Niveau entstanden in den zeittypischen Stilen Historismus, Jugendstil und Art Déco. 1938 wurde die Firma Goldscheider arisiert und in den Kriegsjahren von Josef Schuster geleitet. Er sorgte dafür, dass neue Modelle der herrschenden NS-Ästhetik entsprachen. Bäuerliche Figuren in groben Formen erweiterten nun das Angebot, und die Aktfiguren mit keuschem Gesichtsausdruck und sittlicher Haartracht aus dieser Zeit blieben bis in die 1950er Jahre hinein in Mode.
Die Goldscheider-Objekte entstanden unter anderem in Zusammenarbeit den Künstlern  Walter Bosse, Alexandre-Louis-Marie Charpentier, Demétre Chiparus, Stephan Dakon, Claire Weiss-Herczeg, Benno Geiger, Kurt Goebel, Rudolf Knörlein, Dina Kuhn, Josef Lorenzl, Ida Meisinger, Michael Powolny, Adolf Prischl, Hans Stephan Stoltenberg Lerche, Arthur Strasser, Wilhelm Thomasch, Vally Wieselthier.  Künstler, die für Goldscheider gearbeitet haben, haben auch für die Wiener Manufakturen  Augarten, Keramos oder auch die deutschen Marken Rosenthal oder Meißener Porzellan gearbeitet.
Friedrich Goldscheider gründete 1892 eine Niederlassung in Paris. Das Unternehmen mit dem Namen Frédéric Goldscheider wurde ab 1900 von seinem Sohn Arthur Goldscheider betrieben. Mit Beginn des Ersten Weltkriegs brach die enge Zusammenarbeit zwischen der Pariser Dependance und dem Wiener Stammhaus ab. In den Zwischenkriegsjahren kaschierte Arthur Goldscheider seine Wiener Wurzeln und bezeichnete seine Firma als Maison franco-tchèque, die fast nur noch Künstler mit französischen Namen vertrat. In Paris firmierte er nun unter der Bezeichnung Arthur Goldscheider, Éditeur d’Art.

## Ausstellungen
- November 2007 bis Februar 2008 Goldscheider-Ausstellung im Wien Museum
- Januar bis April 2009 in New York
- 18. Juni 2015 bis 11. Oktober 2015 Ausstellung im Grassi Museum für Angewandte Kunst Leipzig.
- 26. Oktober bis 11. Dezember 2016 Ausstellung Firma Goldscheider, Wiener Keramik 1885–1938 MAK FORUM, Museum für angewandte Kunst Wien[4]